# Fremouw Peak
Der Fremouw Peak ist ein markanter Berggipfel von 2550 m Höhe in an der antarktischen Ross Dependency. In der Königin-Alexandra-Kette ragt er an der Südseite der Mündung des Prebble-Gletschers in das Walcott-Firnfeld auf. 
Das Advisory Committee on Antarctic Names benannte ihn 1966 nach Edward Joseph Fremouw (* 1934), einem Polarlichtwissenschaftler des United States Antarctic Program auf der Amundsen-Scott-Südpolstation im Jahr 1959.